# Chilonide (figlia di Leotichida)
Chilonide (in greco antico: Χιλωνὶς?, Chilonìs; fl. III secolo a.C.) è stata una nobile greca antica di Sparta, figlia di Leotichida, moglie di Cleonimo, amante di Acrotato, madre dei re Areo II e Leonida II e nonna dell'omonima Chilonide, moglie di Cleombroto II.

## Biografia
Chilonide, figlia di Leotichida, omonimo del re spartano, era la moglie di Cleonimo, figlio del re Cleomene II.
Plutarco racconta che Chilonide aveva una relazione illegittima con Acrotato, figlio del re Areo I ed erede della dinastia agiade al trono. Cleonimo, infatti, pur essendo il primogenito di Cleomene, era stato estromesso dalla successione al regno perché mal visto dai cittadini, che non si fidavano di lui, ed era per giunta indispettito della relazione della giovane moglie col figlio del rivale al trono. Cleonimo cercò dunque l'aiuto di Pirro, il re dell'Epiro, per conquistare Sparta con la forza.
Pirro e Cleonimo, arrivati davanti a Sparta (272 a.C.), si apprestarono a conquistare la città approfittando dell'assenza del re Areo I e del suo esercito, impegnati a Gortyna, nell'isola di Creta.
Secondo il racconto di Plutarco, che cita a sua volta Filarco, durante la notte prima dell'assalto le donne di Sparta scavarono una profonda fossa davanti alla città, consentendo agli uomini rimasti a Sparta di riposarsi in vista della battaglia imminente. Chilonide invece si preparò un cappio al collo pronta al suicidio, pur di non tornare assieme all'odiato marito Cleonimo in caso di sconfitta.
Il giorno seguente, la fossa scavata nella notte ostacolò l'assalto dell'esercito di Pirro in maniera decisiva, e nella battaglia che ne seguì, dove Acrotato si distinse in modo esemplare, gli Spartani riuscirono a respingere i nemici, con l'aiuto e il supporto delle donne che, pur non partecipando direttamente alle azioni belliche, aiutavano nelle operazioni logistiche.
Nei giorni successivi, l'arrivo da Corinto dei mercenari di Aminia Foceo, generale di Antigono II Gonata, e il successivo ritorno del re Areo I da Gortyna volsero definitivamente le sorti dell'assedio dalla parte dei Lacedemoni, costringendo i nemici al ritiro.
Dalla relazione illegittima di Chilonide con Acrotato nacque il futuro re Areo II, che, morto in giovane età, lasciò il trono al fratellastro Leonida II, figlio di Chilonide e di Cleonimo.

## Storiografia moderna
Alcuni storici moderni sottolineano che, nonostante il fatto che la relazione illegittima tra Chilonide, che era una donna sposata, ed Acrotato fosse nota a tutti gli Spartani, la donna fu considerata dalle fonti antiche come un'eroina ed il suo nome non fu sottoposto a damnatio memoriae ma anzi fu trasmesso alla sua omonima nipote, la moglie di Cleombroto II, il che fa presupporre che l'adulterio da parte delle mogli non fosse probabilmente punito a Sparta, ma anzi fosse tollerato, a differenza per esempio da Atene, dove alle donne che avevano avuto relazioni illegittime, anche contro la loro volontà, era proibito indossare gioielli o partecipare alle cerimonie religiose, mentre ai mariti era immediatamente concesso il divorzio.